# Кубок Ізраїлю з футболу 2007—2008
Кубок Ізраїлю з футболу 2007–2008 — 69-й розіграш кубкового футбольного турніру в Ізраїлі. Титул вшосте здобув Бейтар (Єрусалим).

## Регламент
Кубкова стадія складається з двох раундів: регіонального та національного, саме з національного раунду (1/16 фіналу) стартують клуби Прем'єр-ліги.

## 1/16 фіналу
| Команда 1                      | Рахунок      | Команда 2                    |
| ------------------------------ | ------------ | ---------------------------- |
| 26 лютого 2008                 |              |                              |
| Хапоель (Рамат-ха-Шарон) (2)   | 3:1          | Хапоель (Раанана) (2)        |
| Маккабі Іроні (Кір'ят-Ата) (3) | 1:0          | Хапоель (Бней-Лод) (2)       |
| Хапоель (Рамат-Ган) (2)        | 1:0          | Хапоель (Асі Гільбоа) (4)    |
| Маккабі Іроні (Бат-Ям) (4)     | 0:2          | Хакоах Маккабі Амідар (2)    |
| Хапоель (Петах-Тіква) (2)      | 4:3          | Маккабі (Герцлія)            |
| Хапоель (Рішон-ле-Ціон) (3)    | 1:0          | Хапоель (Акко) (2)           |
| Бней-Єгуда                     | 2:0          | Маккабі (Кафр-Кана) (3)      |
| Хапоель (Хадера) (5)           | 0:4          | Маккабі Ахі (Назарет) (2)    |
| Хапоель (Беер-Шева) (2)        | 1:1 пен. 3:0 | Хапоель (Марморек) (3)       |
| Хапоель (Хайфа) (2)            | 1:2          | Хапоель (Кфар-Сава)          |
| Бейтар Шимшон (Тель-Авів) (3)  | 1:0 дч       | Маккабі (Тель-Авів)          |
| Ашдод                          | 0:2          | Хапоель Іроні (Кір'ят-Шмона) |
| Хапоель (Тель-Авів)            | 3:1          | Хапоель (Назарет-Ілліт) (2)  |
| Маккабі (Петах-Тіква)          | 0:2          | Маккабі (Хайфа)              |
| 27 лютого 2008                 |              |                              |
| Маккабі (Нетанья)              | 3:3 пен. 3:1 | Хапоель (Умм-ель-Фахм) (4)   |
| Бней Сахнін                    | 1:1 пен. 1:3 | Бейтар (Єрусалим)            |

## 1/8 фіналу
| Команда 1                     | Рахунок      | Команда 2                      |
| ----------------------------- | ------------ | ------------------------------ |
| 11 березня 2008               |              |                                |
| Бейтар Шимшон (Тель-Авів) (3) | 2:0          | Хапоель (Петах-Тіква) (2)      |
| Хакоах Маккабі Амідар (2)     | 0:0 пен. 5:3 | Хапоель (Рамат-Ган) (2)        |
| Бней-Єгуда                    | 1:0          | Хапоель (Рамат-ха-Шарон) (2)   |
| Хапоель (Рішон-ле-Ціон) (3)   | 4:5 дч       | Хапоель (Кфар-Сава)            |
| Маккабі Ахі (Назарет) (2)     | 0:3          | Бейтар (Єрусалим)              |
| 12 березня 2008               |              |                                |
| Хапоель Іроні (Кір'ят-Шмона)  | 2:1          | Маккабі Іроні (Кір'ят-Ата) (3) |
| Хапоель (Беер-Шева) (2)       | 0:1 дч       | Хапоель (Тель-Авів)            |
| Маккабі (Нетанья)             | 1:0          | Маккабі (Хайфа)                |

## 1/4 фіналу
| Команда 1                    | Рахунок      | Команда 2                     |
| ---------------------------- | ------------ | ----------------------------- |
| 1 квітня 2008                |              |                               |
| Хакоах Маккабі Амідар (2)    | 1:1 пен. 1:4 | Маккабі (Нетанья)             |
| Хапоель (Тель-Авів)          | 2:0          | Бней-Єгуда                    |
| 2 квітня 2008                |              |                               |
| Хапоель Іроні (Кір'ят-Шмона) | 1:2          | Бейтар Шимшон (Тель-Авів) (3) |
| Бейтар (Єрусалим)            | 3:2          | Хапоель (Кфар-Сава)           |

## 1/2 фіналу
| Команда 1                     | Рахунок      | Команда 2           |
| ----------------------------- | ------------ | ------------------- |
| 16 квітня 2008                |              |                     |
| Бейтар (Єрусалим)             | 1:0 дч       | Маккабі (Нетанья)   |
| Бейтар Шимшон (Тель-Авів) (3) | 1:1 пен. 7:8 | Хапоель (Тель-Авів) |

## Фінал
| 13 травня 2008 |

| Бейтар (Єрусалим) | 0:0      | Хапоель (Тель-Авів) |
| ----------------- | -------- | ------------------- |
|                   | Протокол |                     |

| Стадіон «Рамат-Ган», Рамат-Ган Глядачів: 41 000 Арбітр: Меір Леві |

|                                                        |     | Пенальті                                           |  |
| Альберман · Зандберг · Таль · Боатенг · Тамуз · Гершон | 5:4 | Антебі · Бадір · Перрейра · Абутбуль · Дего · Овед |  |